# Auto Pilen

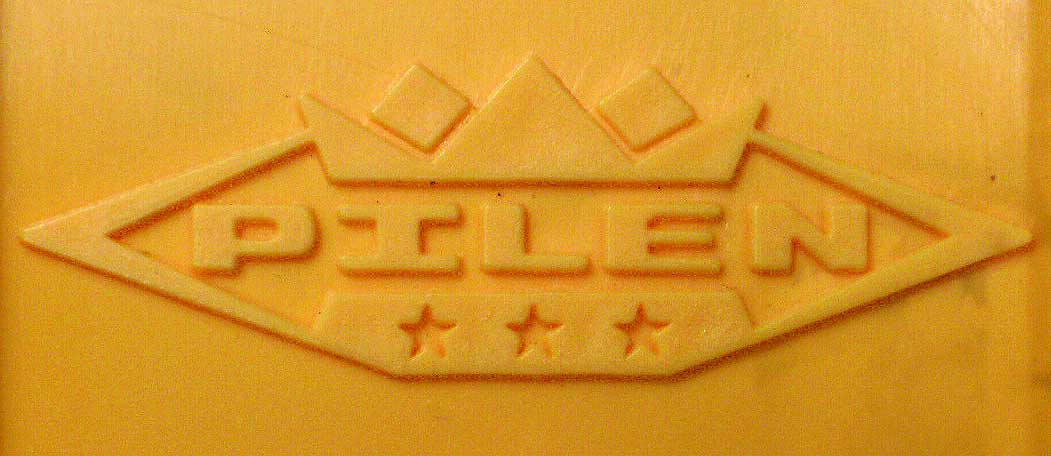
Logo van Pilen

Auto Pilen was een serie die-cast modelauto's gemaakt door Pilen S.A. uit Ibi in het zuidoosten van Spanje. De modellen werden geproduceerd van de jaren 70 tot het midden van de jaren 90, meestal in schaal 1:43. Een meerderheid van de gietmallen werd geërfd van Dinky Toys Frankrijk. Eind jaren tachtig werd Pilen overgenomen door AHC Models uit Nederland.

## Geschiedenis
Het bedrijf begon in de jaren zestig met spuitgietproducten zoals kleurrijke metalen zeilboten en sleutelhangers.
Pilen heeft minstens 50 verschillende modellen gemaakt, waaronder veel reproducties van succesvolle die-castfabrikanten. Matrijzen werden gebruikt of gekopieerd van verschillende andere bedrijven, waaronder Dinky France, Corgi, Solido, Mebetoys, Tekno, Politoys (Polistil) en mogelijk enkele Mercury-modellen.
De modellen uit de Auto Pilen-reeks waren overwegend Europees en omvatte Ferrari's, Porsches, Renaults, Citroëns, Mercedes-Benz, Volvo's en ook enkele Amerikaanse auto's. Er was ook een lijn van ten minste acht Formule 1-auto's in schaal 1:43 uit de jaren zestig, waaronder BRM, Ferrari, Lola-Climax, Lotus-Climax, Cooper-Maserati, Brabham en Honda. Ook waren enkele helikopters en vliegtuigen leverbaar. De nummering voor de reguliere 1:43-serie begon met een "M" (mogelijk afgeleid van de Politoys M-serie) en ging van 300 naar 500.
Aangezien Pilen een Spaans bedrijf was, werden FIAT-modellen niet weergegeven als FIAT maar als SEAT. Dit was FIAT's die vanaf de jaren 60 onder licentie in Spanje werden geproduceerd, zoals de SEAT 600, de SEAT 124 Sport Coupé en de SEAT 127.
Auto Pilen maakte ook een reeks kleinere auto's in schaal 1:64. Naast een SEAT 131 Panorama werden onder meer een SEAT Ritmo, een Renault 4 F (bestelauto), een Peugeot 504 en een Range Rover gemaakt.

### Nederlandse connectie
Rond 1980 ontstond er een Pilen-connectie met Holland Oto, dat het Nederlandse Efsi had overgenomen. Een Auto Pilen-catalogus uit 1980 toonde meerdere Efsi-modellen zoals de Model T-serie en veel Efsi-vrachtwagens gingen verder als de lijn Pilen 1980. Rond 1990 was er ook een connectie met het Nederlandse die-castbedrijf AHC Models dat Holland Oto lijkt te hebben gekocht en daarmee ook Auto Pilen. AHC Models deelde sindsdien matrijzen en traditionele Pilen-auto's zijn te vinden in zowel AHC als Holland Oto-verpakkingen.
AHC Models produceerde echter meestal Volvo's, waarvan Pilen er maar een paar had: de op de DAF gebaseerde Volvo 66, de 480 Turbo en de 460 en 850 sedans - de meeste hiervan lijken eerst door AHC Models te zijn ontwikkeld voordat ze ook op de markt werden gebracht door (en later ook verkocht als) Pilen, waarvan sommige in Spanje werden gemaakt. Sommige van deze Volvo's werden ook als promotiemodellen verkocht. Er zijn ook enkele Nissans gemaakt door AHC/Doorkey die werden verpakt als Pilen.
Met het faillissement van Doorkey begin jaren negentig verdween ook Auto Pilen.
Abrex ·
Action ·
Agat ·
AHC Models ·
Amalgam ·
AWM ·
Apek ·
Artitec ·
Aurometal ·
Autoart ·
B-A-C ·
Bandai ·
Barlux ·
Best box ·
Bburago ·
BGM ·
Biante ·
Blue Box ·
Brami ·
Brekina ·
Britains ·
Buby ·
Budgie ·
Bymo ·
Cararama ·
Carex ·
Carisma ·
Carson ·
Charbens ·
Champion ·
CM's ·
Compact Specials Europe ·
Conrad ·
Corgi ·
Darda ·
DeAgostini ·
De Backer ·
Diamond Label ·
Dinky Toys ·
Doorkey ·
Edocar ·
Efsi ·
Eko ·
Elekon ·
Eligor ·
Ellas ·
ERTL ·
Espewe ·
Estetyka ·
Exoto ·
Faller ·
Galgo ·
Gama ·
Gasquy ·
Gisima ·
GMP ·
Greenlight ·
Grell ·
Guiloy ·
Guisval ·
Hasegawa ·
Herpa ·
Highspeed ·
Holland Oto ·
Hongwell ·
Hot Wheels ·
Husky ·
Igra ·
Italeri ·
J.M.K. ·
Jada Toys ·
Joal ·
Johnny Lightning ·
Jouef ·
Joy city ·
Kaden ·
KEES ·
Kenner ·
Kentoys ·
Konami ·
KOVAP ·
Kyosho ·
LEGO ·
Lesney ·
Limocars ·
Lion Toys ·
Lledo ·
Lone Star ·
Maisto ·
Majorette ·
Märklin ·
Marx ·
Matchbox ·
Mebetoys ·
Mercury ·
Metchy ·
Miho ·
Miniauto ·
MiniChamps ·
Mira ·
Monogram ·
Monti System ·
Morestone ·
MotorMax ·
Muky ·
Neo Scale Models ·
New Ray ·
Norev ·
Norscot ·
Novoexport ·
NZG ·
Onyx ·
Oxford Diecast ·
Permot ·
Pilen ·
Pioneer ·
Plasticart ·
Playart ·
Pocher ·
Poliguri ·
Polistil ·
Politoys ·
Portegies ·
Premium Classixxs ·
Racing Champions ·
Radon ·
Rainbow Toys ·
R.A.M.I. ·
Realtoy ·
Real-X ·
Redbox ·
REI ·
Replicars ·
Retro 43 ·
Revell ·
Rietze ·
Rivarossi ·
Road Signature ·
Roco ·
Ros ·
RW Modell ·
Sablon ·
Safir ·
Schabak ·
Schuco ·
SEBA ·
Septoy ·
Shelby Collectables ·
SIKU ·
Směr ·
Solido ·
Spark ·
Speedy ·
Summer ·
Tamiya ·
Tantal ·
Tekno ·
Tematoys ·
Tin Toys ·
Tomica ·
Tonka ·
Tootsietoy ·
Tuf Tots ·
Universal Hobbies ·
Valvoline ·
Vemi ·
Welly ·
Wiking ·
Winner ·
Wörlein ·
WSI ·
X-concepts ·
Yatming ·
Yaxon ·
Yow Modellini ·
Zee toys ·
Zylmex